# Viscount Bertie of Thame

Wappen der Viscounts Bertie of Thame

Viscount Bertie of Thame, of Thame in the County of Oxford, war ein erblicher britischer Adelstitel der Peerage of the United Kingdom.

## Verleihung und nachgeordnete Titel
Der Titel wurde am 2. September 1918 für den britischen Diplomaten Francis Bertie, 1. Baron Bertie of Thame, geschaffen, anlässlich seines Ausscheidens aus dem Amt des britischen Botschafters in Frankreich. Diesem war bereits am 28. Juni 1915, ebenfalls in der Peerage of the United Kingdom, der fortan nachgeordnete Titel Baron Bertie of Thame, of Thame in the County of Oxford, verliehen worden.
Beide Titel erloschen beim kinderlosen Tod seines einzigen Sohnes, des 2. Viscounts, am 29. August 1954.

## Liste der Viscounts Bertie of Thame (1918)
- Francis Bertie, 1. Viscount Bertie of Thame (1844–1919)
- Vere Bertie, 2. Viscount Bertie of Thame (1878–1954)